# Kóstas Manoussákis
Kóstas Manoussákis (en grec moderne : Κώστας Μανουσάκης ; né en janvier 1929 et mort le 26 août 2005) est un réalisateur, scénariste et producteur grec.
On ne lui doit que trois films.

## Biographie
Après avoir abandonné ses études de droit, Kóstas Manoussákis entre à l'école Stavrakos de cinéma à Athènes.
Résolument hors de la production commerciale des années 1960, il ne put trouver sa place dans le cinéma grec. Sa carrière s'arrêta en 1966.

## Filmographie
- 1958 : Amour dans les dunes
- 1964 : Trahison (sélection au festival de Cannes 1965)
- 1966 : La Peur (sélection à la Berlinale 1966)